# Wrocki (gromada)
Wrocki – dawna gromada, czyli najmniejsza jednostka podziału terytorialnego Polskiej Rzeczypospolitej Ludowej w latach 1954–1972.
Gromady, z gromadzkimi radami narodowymi (GRN) jako organami władzy najniższego stopnia na wsi, funkcjonowały od reformy reorganizującej administrację wiejską przeprowadzonej jesienią 1954 do momentu ich zniesienia z dniem 1 stycznia 1973, tym samym wypierając organizację gminną w latach 1954–1972.
Gromadę Wrocki z siedzibą GRN we Wrockach utworzono – jako jedną z 8759 gromad na obszarze Polski – w powiecie brodnickim w woj. bydgoskim, na mocy uchwały nr 24/2 WRN w Bydgoszczy z dnia 5 października 1954. W skład jednostki weszły obszary dotychczasowych gromad Cieszyny, Pusta Dąbrówka, Kujawa (bez obszaru o powierzchni 20 ha, leżącego między lasem Konstancjewskim a miejscowością Lisak, który włączono do Golubia-Dobrzynia), Wrocki i Pląchoty ze zniesionej gminy Wrocki w powiecie brodnickim oraz enklawa o obszarze 114 ha wrzynająca się w powiat brodnicki, stanowiąca obszar po byłym majątku Karczewo z dotychczasowej gromady Łobdowo ze zniesionej gminy Dębowa Łąka z powiatu wąbrzeskiego w tymże województwie. Dla gromady ustalono 23 członków gromadzkiej rady narodowej.
1 stycznia 1956 gromadę włączono do nowo utworzonego powiatu golubsko-dobrzyńskiego w tymże województwie.
Gromada przetrwała do końca 1972 roku, czyli do kolejnej reformy gminnej.